# 엘레컴
엘레컴 주식회사(영어: Elecom Co., Ltd., 일본어: エレコム株式会社)는 일본의 컴퓨터 관련 악세서리 제품 제조및 판매 회사이다.